# 薤露行 (小说)

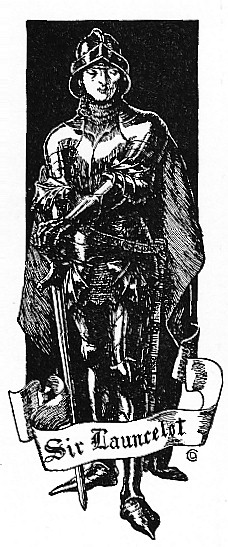
圆桌骑士兰斯洛特佩戴盔甲倚剑而立

《薤露行》（日语：／ Kairokō），是日本小说家夏目漱石在1905年（明治38年）发表的短篇小说，也是基于亚瑟王传说故事而创作的首部日本文学作品。小说讲述了与圆桌骑士兰斯洛特有关三位女性的命运。

## 创作经过及文体

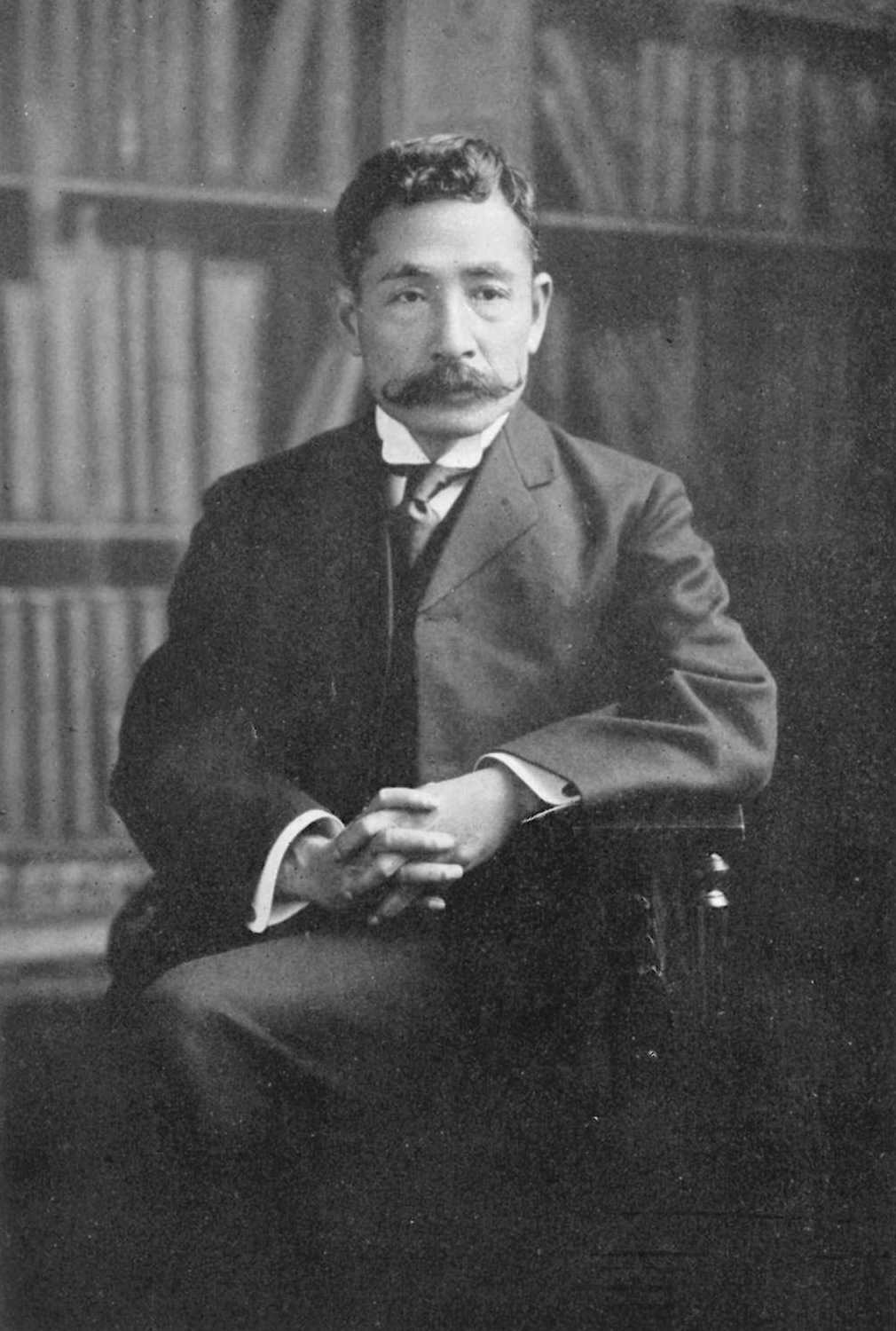
夏目漱石（摄于1910年）

漱石大約在1905年（明治38年）9月上旬到中旬创作這部小说。當時他剛在《中央公论》9月号发表短篇小说《一夜》。在当年1月，他在杂志《杜鵑雜誌》上连载的《我是猫》获得了好评。此时38岁的漱石从英国留学回国已有两年。
《薤露行》于《中央公论》11月号刊出。同一期杂志还刊有幸田露伴的《付烧刃》、泉镜花《女客》以及中村春雨的《岸灯》等文章。江藤分析，此时的漱石已进入日本一流作家的行列。次年5月，包括《薤露行》在内的7部短篇小说合成《漾虚集》出版。这是继《我是猫（上）》（1905年10月刊）之后，夏目第二本问世的著作。
当时刊登《薤露行》的杂志的前一页上，有一段小序“作者的苦心与编者的苦心”，里面写到：“漱石先生则为此煞费苦心，连续7天时间闭门谢客，对文字推敲琢磨”。根据小说的篇幅推算，当时漱石的写作速度大概是每天写8页原稿左右。
所谓“煞费苦心”，原因是漱石在1906年7月18日写给小宮丰隆的信中提及这篇小说，说“但是我对这小说，是以推敲斟酌诗句一样的心态来写的，真是痛苦万分”，可见作者是以创作和歌一样的细腻工夫来锤炼小说的字句。漱石在写给高滨虚子的信中也写到，《薤露行》的耗费心力是《我是猫》的5倍。漱石之所以对这部小说的写作如此费力，主要在于其体裁。当时日本的小说逐渐开始采用与现代口语体相近的言文一致的文体，例如《中央公论》11月号上的其他三篇小说也都是言文一致体。但是，唯有《薤露行》为了体现汉文的格调，采用了难写的拟古体，从江藤看来，这是一种“落后于时代但又相对雅致的文体”。

## 小说梗概

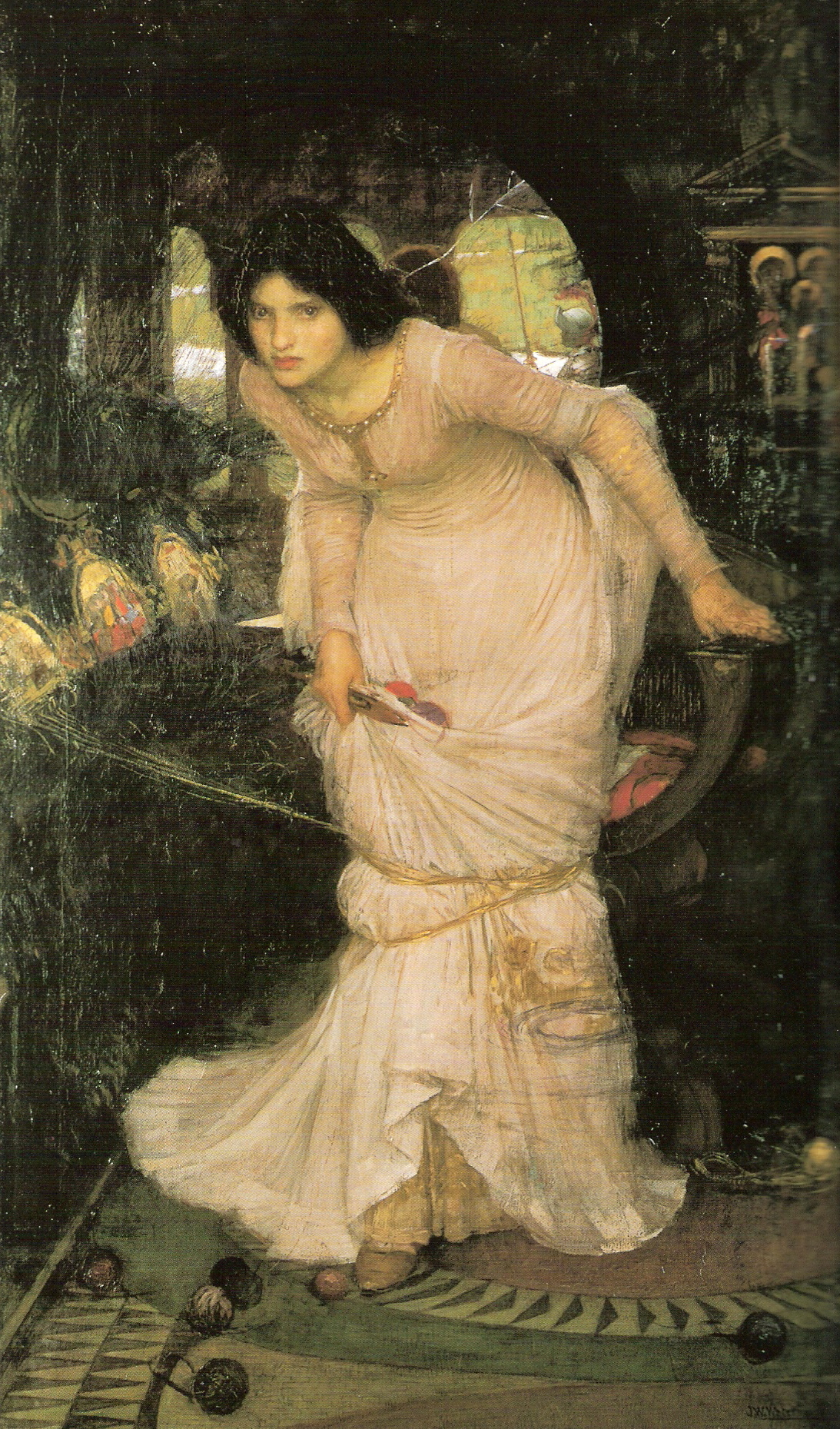
《注视兰斯洛特的女孩夏洛特》（约翰·威廉·沃特豪斯画。1894年）

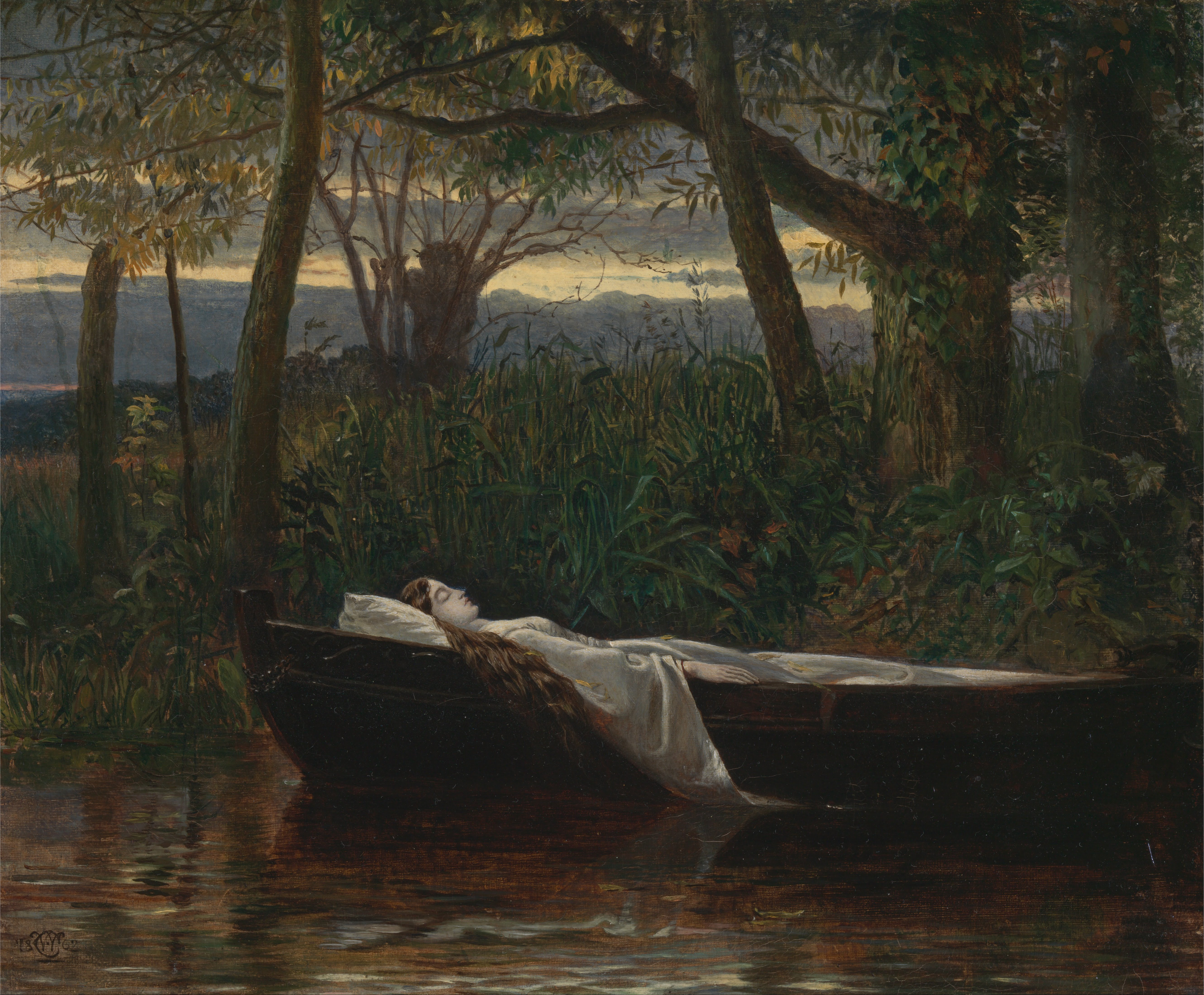
《女孩夏洛特》（沃尔特·克兰画。1862年）。

《薤露行》全篇由前言以及“梦”、“镜”、“袖”、“罪”、“舟”等五章组成 。
实际上前言部分并没有写标题，作者只是说明了小说的创作灵感来源于托马斯·马洛礼的《亚瑟王之死》以及丁尼生的《国王叙事诗》，夏目也结合里面的人物和故事都进行了自由的变更创造。下文中的专有名词的写法，除个别例外，均从漱石原文。
一 梦
场景为卡美洛。亚瑟王为了参加比赛，带领圆桌骑士们向北方出发。而称病留守的骑士兰斯洛特却与王妃桂妮薇儿幽会。王妃告诉情人，有人正在怀疑他们之间的私情。王妃还说自己做了一个不祥的梦，梦见王妃王冠上的蛇活过来并缠绕着他们两人，最后红色的玫瑰化成火焰把蛇烧死了。听到这些，兰斯洛特还是决定独自一人出发去参加比赛。
二 镜
建在高坡上的房子里， 少女夏洛特正在织机前织布。她受魔咒所限，不能直接向窗外张望，因此依靠梅林施过魔法的镜子反射窗外的景象。镜子里兰斯洛特骑着马伴随着一道银光而来，并且越来越近。夏洛特呼喊着骑士的名字，兰斯洛特随着声音向上望去，两人的目光在镜子里交汇了。她站起来把头探出了窗外。在这时，镜子掉落并摔碎了。女孩也倒下了，而兰斯洛特也中了魔咒。
三 袖
在阿斯特拉特古城里，有一个名叫伊莱恩的姑娘与父亲以及两个哥哥住在一起。兰斯洛特到她家求借宿一晚。他为了隐瞒自己比赛迟到，就借了伊莱恩大哥的盾牌用来遮掩自己的真面目。然后又在他们家父亲的建议下，带着二哥去参加比赛。伊莱恩对兰斯洛特一见钟情。她在晚上来到兰斯洛特的房间，将自己红色长衣的袖子割下来，请求他在比赛时佩戴上这块布。半信半疑的兰斯洛特听了她的话，换掉了盾牌，并把红袖塞在自己的铠甲里去了赛场，还把自己的盾交给了伊莱恩。
四 罪
北方的大赛结束后，骑士们都跟着亚瑟王回到了城堡，唯独兰斯洛特没有随行。亚瑟王谈论起比赛中兰斯洛特身上那块红色的袖子布，并猜测应该是有一名美貌的少女把他留下了。听到这话的王妃妒火中烧。亚瑟王又回忆起与王妃见面时的场景，此时莫德雷德等13名骑士闯进来，并揭发了王妃与兰斯洛特的私通。
五 舟
伊莱恩的二哥回到了阿斯特拉特城。他告诉妹妹，兰斯洛特在大赛中受伤，在夏洛特的城堡附近疗伤时消失不见了。伤心至极的伊莱恩望着兰斯洛特留下的盾牌，茶饭不思，最后绝食而亡。根据她的遗言，亲人们将她的遗体放入小舟内顺流而走。天鹅引导着小舟漂到了卡美洛。水城门打开后，亚瑟王带着城里众人来到了河边。王妃桂妮薇儿看到了伊莱恩的尸体手中仍抓着的信，感叹“这美貌的少女”，热泪盈眶。

## 解題

### “薤露行”的含义

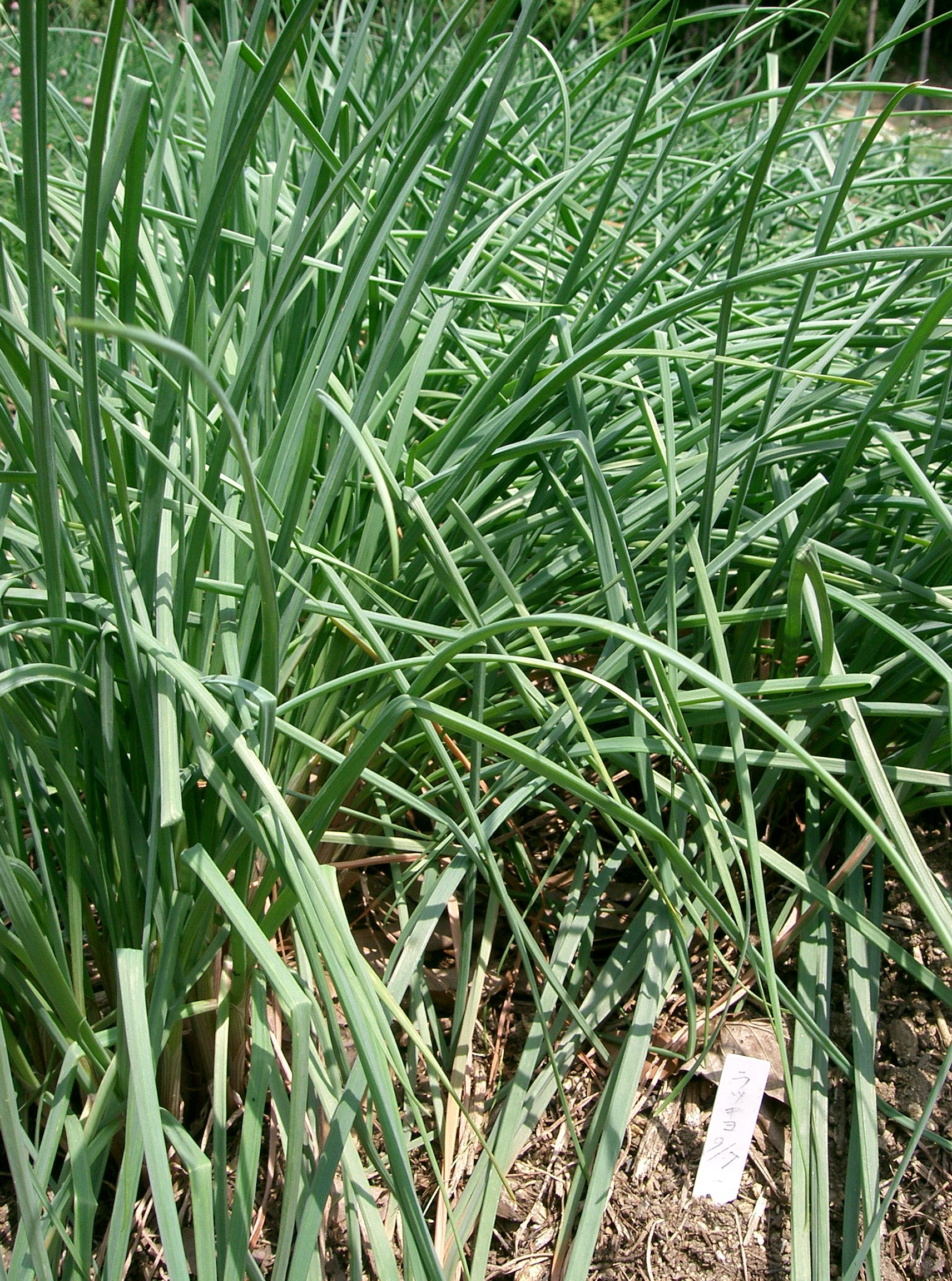
细窄的薤叶

当时的读者对于《薤露行》这小说名的含义颇为不解，纷纷写信求教。漱石的回答是，《薤露》是中国古代的一首乐府诗，含义是“人生就如薤叶上的露水般短暂易逝”。乐府诗中的一类题目往往有“行”，如白居易的“长歌行”。
《薤露》原文如下：
薤上露、何易晞
露晞明朝更复落

人死一去何時归
汉代田横自杀后，其门人为悼念他而作此诗，之后也被用作王侯贵人的丧礼。此诗也是吊唁贵人的挽歌。
薤是一种中国古有的蔬菜。其叶细窄修长，露水难以停留，容易蒸发晒干。诗歌以此比喻短暂的人生。后半句诗意指自然界万物均周而复始，循环往复，唯独人的生命一去不复返。

### 与亚瑟王故事的关系

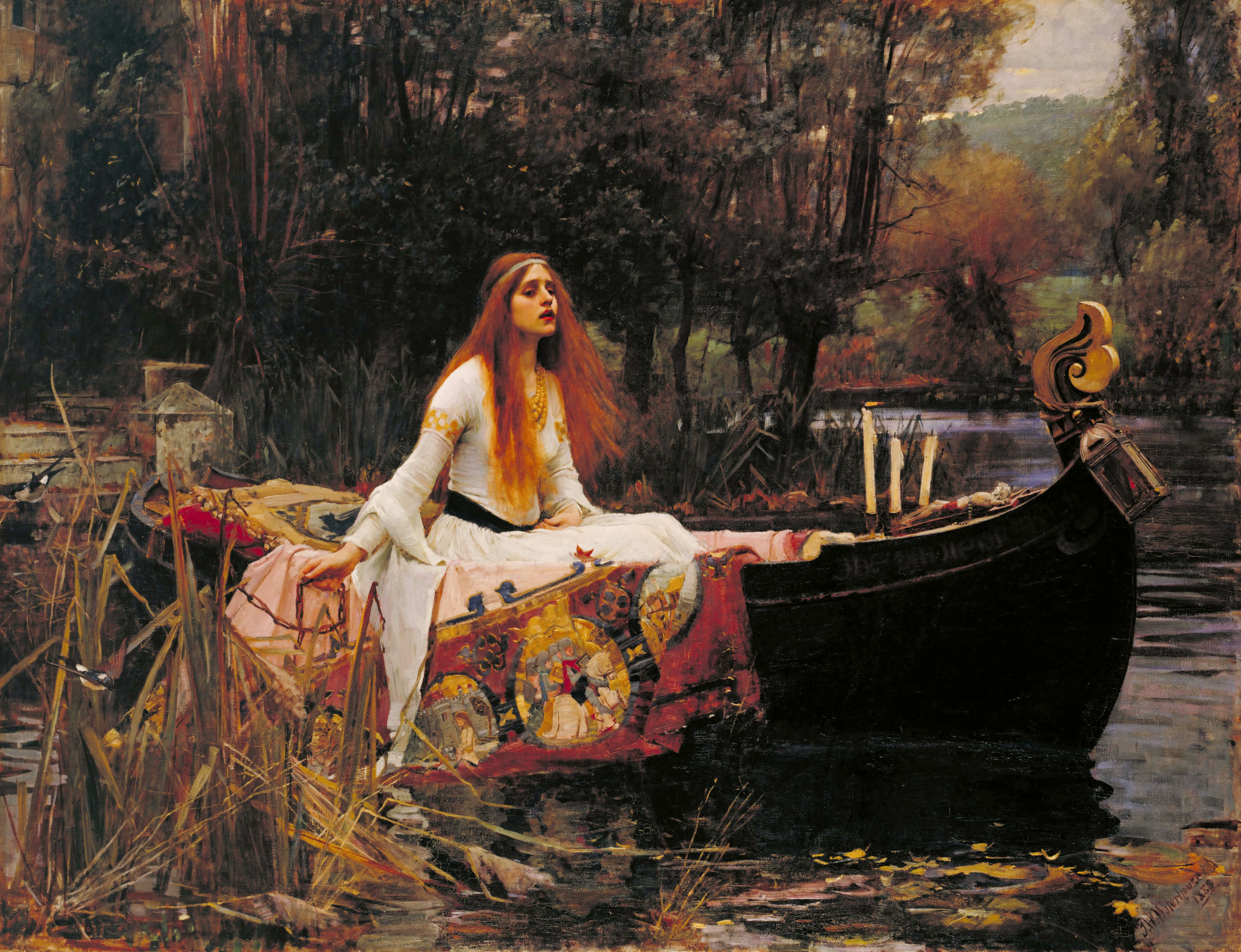
《少女夏洛特》（约翰·威廉·沃特豪斯画于1888年）

《薤露行》的故事原型来自15世纪的《亚瑟王之死》、19世纪诗人丁尼生的《国王叙事诗》以及早期诗篇《少女夏洛特》。夏目漱石将这些故事进行了组合变更，创作了这个短篇小说。
《少女夏洛特》是丁尼生发表于1842年的亚瑟王相关的叙事诗中的一部分，并未在漱石的前言中被提及。1896年，日本作家坪内逍遥将之翻译为《妖姬夏洛特》，这也是目前为止日本国内最早的亚瑟王故事的翻译版本。
此外，英国艺术团体前拉斐尔派也创作了许多有关“少女夏洛特”的绘画。漱石留学英国时期（1900年 - 1902年）正是约翰·威廉·沃特豪斯（1849年 - 1917年）创作的活跃期，后者在1888年画的油彩画《少女夏洛特》正是根据丁尼生的诗而创作的。这幅画后被捐赠给1897年落成开放的泰特不列颠美术馆。漱石的藏书中也有该美术馆的藏品介绍，据推测就是他在参观美术馆时买的。因此漱石很有可能就看过沃特豪斯的这幅画作。
此外，有一种观点认为，少女夏洛特与阿斯特拉特的伊莱恩原本就是同一个人物。在亚瑟王的故事中，极少有像薤露行这样让两个女主角分别出现的文学作品。
此外，作为地名的夏洛特(Shalott)与阿斯特拉特(Astolat)也有一样的词源。据学者推测，漱石从此得到启发，将火葱(英语即shallot)与中国的薤（两者形似）联系起来，才取了这个小说的名字。

### 纠结的兰斯洛特
《薤露行》中，王妃、少女夏洛特和伊莱恩三人都对兰斯洛特情有独钟，也刻画了年轻骑士的魅力。漱石在写作这部小说的同时，还在写另一部作品《幻影之盾》。尽管这不是直接取材于亚瑟王故事，但也是一部骑士道的传奇故事，作品中的骑士也陷入了对主君的忠诚以及热恋的矛盾之中，这点与兰斯洛特也有共通之处。
另外，漱石在接近晩年所写的《心》里，也写了一段围绕“小姐”的“老师”与青梅竹马的“K”之间的三角恋爱故事。故事里与亚瑟王的角色相近的K最终自杀，使得老师（类似于兰斯洛特）与小姐（类似于王妃）最终结合为夫妻。通过这些故事，亚瑟王的传说故事在日本也经历了独特的演变，发展出不同的结果。
大冈指出，《薤露行》中最后没有解决的一大问题就是兰斯洛特的下落。原本被夏洛特的魔咒所困的骑士应该要死去，但小说最终也没有提及他的生死，仅以下落不明來交代其去向。这样处理的原因在于亚瑟王故事原作中兰斯洛特得以善终，因此不能有矛盾之处。因此大冈指出，可能指引伊莱恩的天鹅就是兰斯洛特的化身。因为漱石在前文中提到兰斯洛特的衣服上有“白色的羽毛”，可能就是为化身天鹅埋下了伏笔。此外，漱石在1905年7月的杂志《七人》里，也刊载了一篇瓦格纳的歌剧《罗恩格林》，其中就有描述“天鹅骑士”的片段。

### 《薤露行》中“和汉洋”并存的元素
欧洲的奇幻作品是随着明治维新后的西洋文化的流入而进入日本文学的。在夏目漱石之前，日本的奇幻作品有泉镜花（1873年 - 1939年）的小说《高野圣》。以飞驒山为背景的这部小说，乍一看似乎是日本传统的幻想故事，但在作品中出现的女妖依稀有模仿希腊神话的喀耳刻的痕迹，而且描绘手法也犹如前拉斐尔派流行于19世纪的 致命女郎。镜花从12岁起到16岁为止，一直在金泽市的英日双语学校就读，因此从传教士的妹妹处接触到了西洋的神话及传说等。
而另一方面，从1900年起到1902年为止在英国留学的漱石，也在当地接触到了亚瑟王传说，并在回国后将这西洋的故事写成了日文的散文。作为奇幻作品的引入人，夏目与泉镜花的路径似乎略有不同。
《薤露行》的“镜”一章中的高潮场面是夏洛特的魔咒应验。当时的镜子不仅破碎，而是像冰块一样碎成粉末，绢布与镜子的铁片一起弹起，而丝线如蜘蛛网一般扎入了少女的身体。这一段描写实际上与日本传统的“能剧”中的“土蜘蛛”有很大关联。
在“袖”的章中出现的伊莱恩被比喻成“白蝴蝶”。而蝴蝶其实是击退土蜘蛛的源賴光在得病时照顾他的角色。此外，伊莱恩在痴恋兰斯洛特的过程中不断地出现梦境与现实交织的场景。这其实也是通过“蝴蝶”联想到了中国文学中的“蝶梦”。这也意味着少女的死期将至。最终章的“舟”里，“花谢又会开，夏天常在”这一句也显示了汉乐府《薤露》中自然界万物死而复生的循环规律。而作为秋天的季语，文章中又将泪水比喻成“露水”。如此一来，可以看到，夏目在这篇小说中将日本、中国和西洋的多个文学元素都糅合在了一起。

## 评价

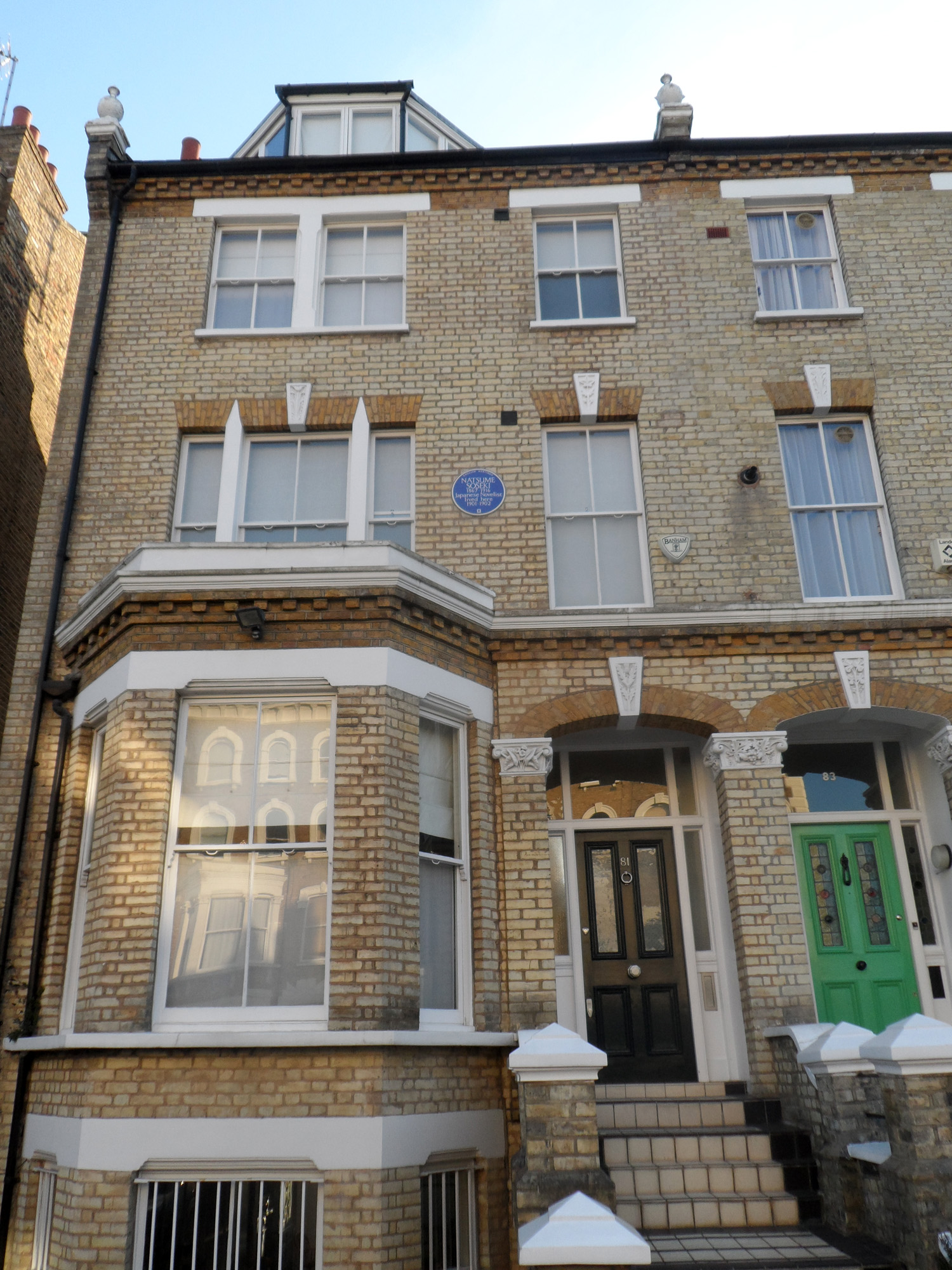
夏目漱石在伦敦留学期间的住处（1901年 - 1902年）

文章发表后，漱石在写给小宮丰隆的信中写到“不少青年评价薤露行很有趣”，甚至说“比圣经都精彩”，“作为文士而言，获得这样的荣誉已经无以复加”。此外，在作品发表后的次月号的《中央公论》12月号上，也有评论认为“仅有《薤露行》独放异彩”，作品如诗一般，而内田百闲也在1906年证实了当时这小说获得了极高的评价。
从1904年起到1906年年中的大约一年半时间里，漱石除了《我是猫》外，还完成了《伦敦塔》、《幻影之盾》、《一夜》、《薤露行》以及《趣味的遗传》等7个短篇小说，之后又开始动笔写《少爷》。江藤淳将其称之为夏目创作力迸发的时期。
而与此相对，大冈升平认为漱石在《我是猫》中的才华横溢堪称日本近代文学史上的奇迹，但《薤露行》并不算他最成熟的作品，其中尚有一些青涩和生硬的缺点。
夏目漱石被视为日本近代文学的代表人物，他的多部作品如《我是猫》、《少爷》、《心》以及《梦十夜》等小说以及文学评论都被收入日本的教科书中。但是《薤露行》这部作品尽管是日本首次以亚瑟王故事为题材的小说，但与上述作品相比，知名度较低，也从未被选入教科书。
这里面的原因首先在于题材。在日本，亚瑟王故事的知名度本来就较低，而且小说中还以圆桌骑士与亚瑟王、王妃的三角恋爱关系为主线。根据大冈的研究，这是漱石第一次描写通奸的作品。违背“纲常人伦”的题材，加上晦涩难懂的小说名，使得该作品不为人所知。
文学研究家南谷觉正（1950年 -）指出这部小说中体现出夏目漱石吸收了西洋文学（英国文学）不少精華。而且当其与日本拟古文体相结合后，并没有矛盾的冲突感。例如在“梦”章中男女间的心理交错，以及在“镜”章中的虚实，“袖”章中伊莱恩内心的彼此融合还有剪断衣袖时释放出的“爱与死”的光芒，还有“罪”章中王妃罪恶感的描写都体现了夏目的高超手法。
南谷还认为，夏目对少女夏洛特的处理尤为特别。正如前述，夏洛特与伊莱恩在亚瑟王故事中其实是起源于同一个人物的两个版本，但在夏目笔下却同时独立地出现在一个小说中。而且夏洛特在对兰斯洛特施咒语的场景极大地刺激了读者的好奇心。
小说中，夏洛特被关在高塔内织布，她并不是简单地反映了镜中的世界，而是将抑郁的感情压抑在心中，并给了织物象征意义。通过这描写，其实也将少女夏洛特的形象与“艺术家”结合起来了。这一段事实，也容易让人联想起夏目本人在英国留学期间的经历。当时他长期困居于小屋内，由于生活拮据，只能边啃盒装饼干，边读着蝇头小字的文学书，还因此患上了重度的神经衰弱。漱石在《薤露行》中加入夏洛特的形象，或许也是与当时自己的经历有相似之处
根据上述分析，南谷认为《薤露行》是在“西洋神话传说故事传入东方的过程中，被漱石改造成日本的新式文学，代表了作家早期的文学探索，还有绘画与文学的艺术融汇交错等多种元素的作品”。

## 論争

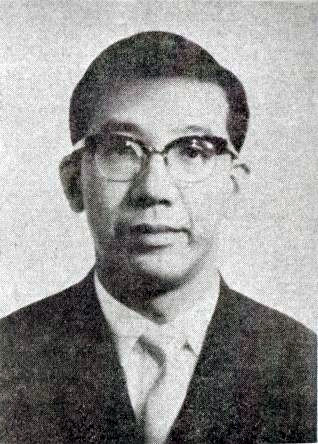
论证的当事人之一江藤淳

关于《薤露行》的主题，江藤淳与大冈升平这两位学者之间曾展开过激烈的论战。
江藤在1975年9月通过《东京大学》出版会发表了《漱石与亚瑟王传说——“薤露行”的比较文学的研究》。这篇论文是他向庆应义塾大学提交的博士论文，作为“文艺评论家”的学术论文，曾引起广泛关注。
对于江藤的论文，大冈在1975年11月21日的《朝日新闻》夕刊上发表了评论文章，一方面对《薤露行》原文进行了校订，并分析了漱石曾批点过的《亚瑟王之死》一书，另一方面也对江藤主张《薤露行》作为“罪”与“死”与“破局”的故事，实际是对漱石嫂子登世的挽歌这一观点进行了批驳。
此后两人在报纸上展开了多轮论战。大冈也在多次演讲中对江藤的论点进行了批驳。
此外，江藤曾经在1970年出版的《漱石与他的时代》一书中提到漱石与其嫂子登世之间有私通之事。对此，小坂晋也与江藤有过一场论争。